# Arfiane El Bared
Arfiane El Bared (também conhecido como El Arfiane) é uma vila situada na comuna de Tendla, no distrito de Djamaa, província de El Oued, Argélia. A vila está localizada somente ao leste da rodovia N3, 14 quilômetros (8,7 milhas) ao norte de Djamaa, na ferrovia entre Biskra-Touggourt.